# 莉塞特·阿约维
莉塞特·阿约维（西班牙語：Lisseth Ayoví，1998年8月7日—），厄瓜多尔女子举重运动员，2019年泛美运动会女子87公斤以上级铜牌得主、2022年南美运动会女子87公斤以上级金牌得主、2023年世界举重锦标赛女子87公斤以上级铜牌得主。